# شبكة أخبار آسيا

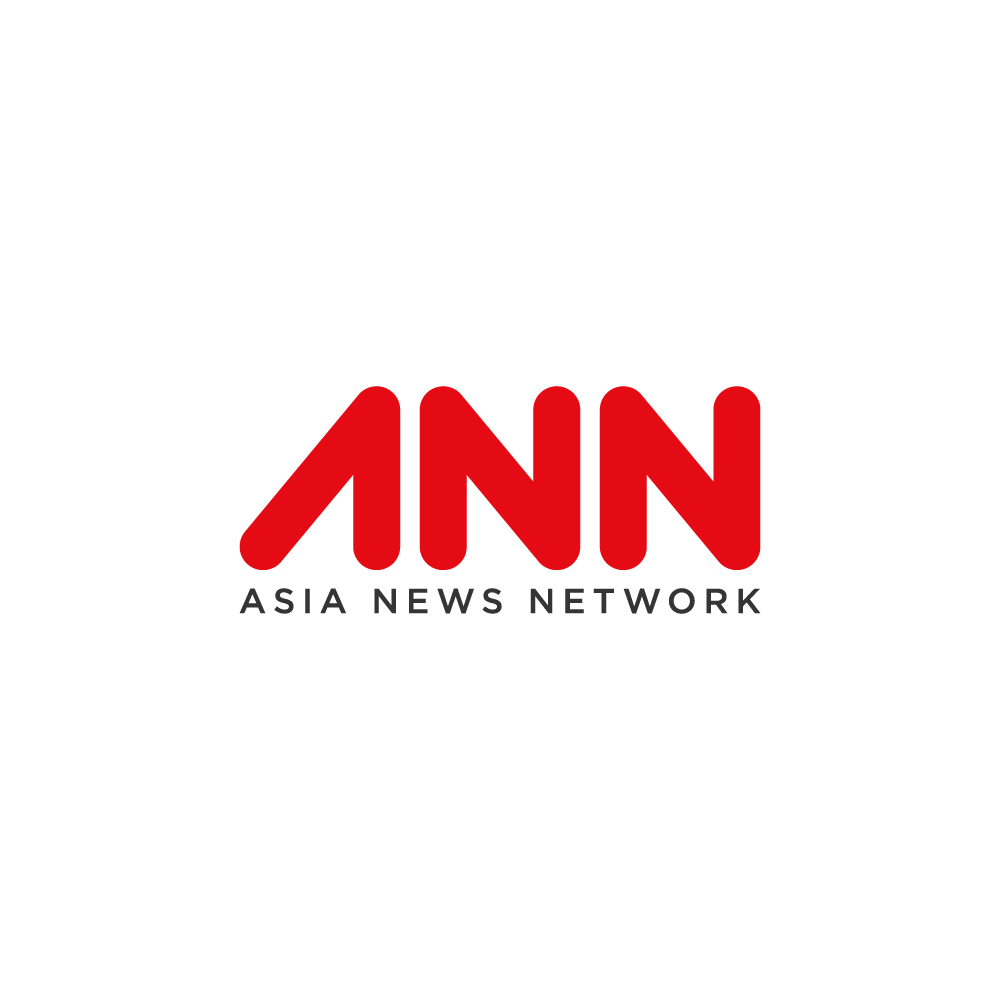

شبكة أخبار آسيا (ANN) هي تحالف من 23 مؤسسة إخبارية رائدة من جنوب وجنوب شرق وشمال شرق آسيا إرسال. تغطي الشبكة أكثر من ملياري شخص في 20 دولة.
من خلال الشبكة، يجمع الأعضاء الموارد والخبرات لتقديم تغطية متعمقة للقضايا الإقليمية والدولية من خلال تقديم وجهات نظر محلية حول مواضيع معقدة. مدير التحرير الحالي هو كود ساتروسايانغ.
كان آخر عضو ينضم إلى شبكة أخبار آسيا هو بنوم بنه بوست الذي أصبح عضوًا في يوليو 2017.

## أعضاء كاملون
- الهند- ذا ستيتس مان
- بنجلاديش-ديلي ستار
- الصين - الصين يوميا
- أندونيسيا - جاكترا بوست
- اليابان - يوميوري شامبون/أخبار اليابان
- ماليزيا-سين تشيو ديلي/ذا ستار
- نيبال - كاتماندو بوست
- الفلبين - الفلبينية ديلي انكوايرر
- سنغافورة - ستريتز تايمز
- كوريا الجنوبية - كوريا هيرالد
- سريلانكا - ذا ايلاند
- تايلاند - ذا نيشن
- فيتنام - فيتنام نيوز

## الأعضاء المنتسبين
- بوتان_كوينسيل
- بروناي-بورنيو بوليتين
- كامبوديا- راسمي كامبوتشيا وبنوم بنه بوست [2]
- لاوس - فينتيان تايمز
- منغوليا - قوقو منغوليا
- ميانمار - ايليفا ميديان جروب
- تايوان - الصين بوست

## التوجيهات الشرقية
التوجيهات الشرقية هي رسالة إخبارية يومية تقدمها شبكة آخبار آسيا (ANN) والتي تستقطب أكثر القصص إثارة للاهتمام من الصحف الأعضاء حول أكثر الموضوعات أهمية في اليوم.